# Valdetorres de Jarama
Valdetorres de Jarama er en by og kommune i det centrale Spanien i Madrid-regionen. Den har et indbyggertal på 5.026 (2024) indbyggere.